# Юинта (округ, Юта)
Округ Юинта (англ. Uintah County) располагается в штате Юта, США. Официально образован в 1880 году. По состоянию на 2010 год, численность населения составляла 32 588 человек.

## География
По данным Бюро переписи США, общая площадь округа равняется 11 657,602 км2, из которых 11 603,212 км2 суша и 56,980 км2 или 0,500 % это водоемы.

## Население
По данным переписи населения 2000 года в округе проживает 25 224 жителей в составе 8 187 домашних хозяйств и 6 541 семей. Плотность населения составляет 2,00 человека на км2. На территории округа насчитывается 9 040 жилых строений, при плотности застройки около 1,00-го строения на км2. Расовый состав населения: белые — 87,73 %, афроамериканцы — 0,11 %, коренные американцы (индейцы) — 9,38 %, азиаты — 0,22 %, гавайцы — 0,08 %, представители других рас — 1,05 %, представители двух или более рас — 1,43 %. Испаноязычные составляли 3,54 % населения независимо от расы.
В составе 44,50 % из общего числа домашних хозяйств проживают дети в возрасте до 18 лет, 65,70 % домашних хозяйств представляют собой супружеские пары проживающие вместе, 10,60 % домашних хозяйств представляют собой одиноких женщин без супруга, 20,10 % домашних хозяйств не имеют отношения к семьям, 17,20 % домашних хозяйств состоят из одного человека, 7,30 % домашних хозяйств состоят из престарелых (65 лет и старше), проживающих в одиночестве. Средний размер домашнего хозяйства составляет 3,05 человека, и средний размер семьи 3,45 человека.
Возрастной состав округа: 34,60 % моложе 18 лет, 10,70 % от 18 до 24, 25,40 % от 25 до 44, 19,30 % от 45 до 64 и 19,30 % от 65 и старше. Средний возраст жителя округа 29 лет. На каждые 100 женщин приходится 99,30 мужчин. На каждые 100 женщин старше 18 лет приходится 95,90 мужчин.
Средний доход на домохозяйство в округе составлял 34 518 USD, на семью — 38 877 USD. Среднестатистический заработок мужчины был 33 966 USD против 21 199 USD для женщины. Доход на душу населения составлял 13 571 USD. Около 12,00 % семей и 15,00 % общего населения находились ниже черты бедности, в том числе — 18,00 % молодежи (тех, кому ещё не исполнилось 18 лет) и 10,00 % тех, кому было уже больше 65 лет.